# My World Tour
Tournées par Justin Bieber
Urban Behavior Tour 
(2009) Believe Tour
My World Tour est une tournée du chanteur canadien Justin Bieber annoncée officiellement le 16 mars 2010, une semaine avant la sortie de My World 2.0. C'est d'ailleurs la première tournée du chanteur qui s'appuie sur cet album ainsi que My World'. Les chanteurs Sean Kingston et Jessica Jarrell ont partagé la scène avec Justin Bieber en Amérique du Nord tandis que le groupe de pop The Stunners ainsi que le chanteur Cris Valentine sont apparus pour vingt premières dates. L'artiste montante Jasmine Villegas a rejoint la tournée en première partie,. Jusqu'à maintenant, les retombées économiques de la tournée sont estimées à 35,6 millions de dollars.

## Background
La tournée a été officiellement annoncée le 16 mars 2010, une semaine avant la sortie de la deuxième version de My World, My World 2.0. Dans une interview avec le Houston Chronicle, quand on lui a demandé à quoi les fans pouvaient s'attendre, Justin Bieber répond Je veux montrer que j'aime être sur scène. Il va y avoir des trucs cool, des trucs électroniques qui n'ont jamais été vues, c'est sûr. Dans une autre interview à MTV News, il déclare Il faut juste vous attendre à passer un bon moment. It's somewhere that you can just have a blast. It's a place where hopefully you can relate to the songs and stuff. Alors j'espère que vous allez adorer.
Les billets pour les deux concerts à l'O2 Dublin (28 000 places) se sont vendus en 10 minutes et ceux pour Sydney et Melbourne en quelques secondes. Face à cet engouement, de nouvelles dates ont été ajoutées dans ces deux villes.

## Canular en Corée du Nord
La tournée My World a fait l'objet d'une farce sur Internet, où les utilisateurs de 4chan ont choisi la Corée du Nord lors d'un sondage demandant des dates supplémentaires. La farce disait que la Corée du Nord était passée de la 24e à la première place en deux jours. Un membre de la Mission diplomatique en Corée du Nord a déclaré à BBC News que la possibilité de cet événement serait soumis à la mission du pays au Nations unies et au gouvernement de la Corée du Nord.

## Première partie
- Sean Kingston (quelques dates américaines) (dates européennes)

1. Face Drop
2. Take You There
3. Letting Go (Dutty Love)
4. Sean Kingston's DJ Medley (Only Girl (In The World), Party All Night & DJ Got Us Fallin' in Love)
5. Beautiful Girls
6. Eenie Meenie
7. OMG
8. Fire Burning

- Jasmine Villegas

1. All These Boys
2. Jealous
3. Work
4. To The Yard

- the Stunners (23 au 28 juin 2010)

1. Dancing Machine
2. We Got It
3. Imagine Me Gone  (Feat. Hayley à la guitare et Allie au violon)
4. I Gotta Feeling (Black Eyed Peas cover)
5. Dancin' Around The Truth

- Vita Chambers (2 au 4 septembre 2010)

1. Young Money
2. Like Boom
3. Telephone (Lady Gaga Cover)

- Iyaz
- Jessica Jarrell
- Burnham  (19 octobre - 17 novembre 2010)
- Willow Smith  (dates européennesEuropean Leg)
- Poreotics  (dates en Asie, Australe, Europe, Amérique du Nord)

Invités
- Usher (23 juin, 31 août 2010) (vient pour "Baby" & "Somebody To Love")
- Jaden Smith (27&31 août, 8&31 octobre 2010) (vient pour "Never Say Never")
- Miley Cyrus (31 août 2010) (vient pour "Overboard")
- Boyz II Men (31 août 2010) (vient pour "U Smile")
- Ludacris (31 août et 23 décembre 2010) (vient pour "Baby")
- Shaquille O'Neal (4 août 2010) (vient pour "Baby" pendant le concert Shaq Vs)
- Diggy Simmons (3&4 septembre 2010) (vient pour "Baby")
- Willow Smith (24 octobre 2010) (apparition surprise)
- Wiz Khalifa (13 décembre 2010) (apparition surprise)
- Mindless Behavior  (13&21 décembre 2010) (apparition surprise)
- Akon  (23 décembre 2010) (apparition surprise)
- Soulja Boy  (23 décembre 2010) (apparition surprise)
- Bow Wow  (23 décembre 2010) (apparition surprise)
- Poreotics  (mars et mai 2011) (apparition surprise)[9]

## Dates de la tournée
Les premières dates de la tournée ont été annoncées sur le site officiel de Justin Bieber le 16 mars 2010. De nouvelles dates ont été ajoutées le 3 juin 2010.
| Amérique du Nord   |                   |             |                                            |
| 23 juin 2010       | Hartford          | États-Unis  | XL Center                                  |
| 24 juin 2010       | Trenton           | États-Unis  | Sun National Bank Center                   |
| 26 juin 2010       | Cincinnati        | États-Unis  | US Bank Arena                              |
| 27 juin 2010       | Milwaukee         | États-Unis  | Summerfest                                 |
| 29 juin 2010       | Minneapolis       | États-Unis  | Target Center                              |
| 30 juin 2010       | Des Moines        | États-Unis  | Wells Fargo Arena                          |
| 2 juillet 2010     | Moline            | États-Unis  | I Wireless Center                          |
| 3 juillet 2010     | Omaha             | États-Unis  | Qwest Center                               |
| 5 juillet 2010     | Grand Prairie     | États-Unis  | Verizon Theatre                            |
| 6 juillet 2010     | Tulsa             | États-Unis  | BOK Center                                 |
| 8 juillet 2010     | Broomfield        | États-Unis  | 1stBank Center                             |
| 10 juillet 2010    | West Valley City  | États-Unis  | Maverik Center                             |
| 13 juillet 2010    | Everett           | États-Unis  | Comcast Arena at Everett                   |
| 14 juillet 2010    | Portland          | États-Unis  | Rose Garden Arena                          |
| 17 juillet 2010    | Oakland           | États-Unis  | Oracle Arena                               |
| 18 juillet 2010    | Reno              | États-Unis  | Reno Events Center                         |
| 20 juillet 2010    | Los Angeles       | États-Unis  | Nokia Theatre (en)                         |
| 24 juillet 2010    | Las Vegas         | États-Unis  | Theatre for the Performing Arts            |
| 25 juillet 2010    | Glendale          | États-Unis  | Jobing.com Arena                           |
| 28 juillet 2010    | Kansas City       | États-Unis  | Sprint Center                              |
| 29 juillet 2010    | North Little Rock | États-Unis  | Verizon Arena                              |
| 31 juillet 2010    | Memphis           | États-Unis  | FedEx Forum                                |
| 1er août 2010      | Lafayette         | États-Unis  | Cajundome                                  |
| 4 août 2010        | Orlando           | États-Unis  | Amway Arena                                |
| 5 août 2010        | Sunrise           | États-Unis  | Bank Atlantic Center                       |
| 8 août 2010        | Charlotte         | États-Unis  | Time Warner Cable Arena                    |
| 9 août 2010        | Duluth            | États-Unis  | Arena at Gwinnett Center                   |
| 11 août 2010       | Nashville         | États-Unis  | Bridgestone Arena                          |
| 12 août 2010       | Indianapolis      | États-Unis  | Conseco Fieldhouse                         |
| 14 août 2010       | Columbus          | États-Unis  | Schottenstein Center                       |
| 15 août 2010       | Auburn Hills      | États-Unis  | The Palace of Auburn Hills                 |
| 21 août 2010       | Toronto           | Canada      | Air Canada Centre                          |
| 22 août 2010       | London            | Canada      | John Labatt Centre                         |
| 23 août 2010       | Ottawa            | Canada      | Scotiabank Place                           |
| 25 août 2010       | Albany            | États-Unis  | Times Union Center                         |
| 27 août 2010       | Providence        | États-Unis  | Dunkin' Donuts Center                      |
| 28 août 2010       | Newark            | États-Unis  | Prudential Center                          |
| 29 août 2010       | Syracuse          | États-Unis  | New York State Fair                        |
| 31 août 2010       | New York          | États-Unis  | Madison Square Garden                      |
| 1er septembre 2010 | Manchester        | États-Unis  | Verizon Wireless Arena                     |
| 3 septembre 2010   | Essex Junction    | États-Unis  | Coca Cola Grandstand                       |
| 4 septembre 2010   | Allentown         | États-Unis  | The Great Allentown Fair                   |
| 5 septembre 2010   | Timonium          | États-Unis  | Maryland State Fair                        |
| 14 septembre 2010  | Winnipeg          | Canada      | MTS Centre                                 |
| 16 septembre 2010  | Regina            | Canada      | Brandt Center                              |
| 17 septembre 2010  | Saskatoon         | Canada      | Credit Union Centre                        |
| 19 septembre 2010  | Edmonton          | Canada      | Rexall Place                               |
| 20 septembre 2010  | Calgary           | Canada      | Pengrowth Saddledome                       |
| 8 octobre 2010     | Honolulu          | États-Unis  | Neal S. Blaisdell Center                   |
| 9 octobre 2010     | Honolulu          | États-Unis  | Neal S. Blaisdell Center                   |
| 19 octobre 2010    | Vancouver         | Canada      | Rogers Arena                               |
| 22 octobre 2010    | Sacramento        | États-Unis  | ARCO Arena                                 |
| 24 octobre 2010    | Ontario           | États-Unis  | Citizens Business Bank Arena               |
| 25 octobre 2010    | Los Angeles       | États-Unis  | Staples Center                             |
| 27 octobre 2010    | Anaheim           | États-Unis  | Honda Center                               |
| 28 octobre 2010    | San José          | États-Unis  | HP Pavilion at San Jose                    |
| 30 octobre 2010    | San Diego         | États-Unis  | San Diego Sports Arena                     |
| 3 novembre 2010    | Oklahoma City     | États-Unis  | Oklahoma City Arena                        |
| 5 novembre 2010    | San Antonio       | États-Unis  | AT&T Center                                |
| 6 novembre 2010    | Houston           | États-Unis  | Toyota Center                              |
| 8 novembre 2010    | St. Louis         | États-Unis  | Scottrade Center                           |
| 10 novembre 2010   | Louisville        | États-Unis  | KFC Yum! Center                            |
| 11 novembre 2010   | Cleveland         | États-Unis  | Wolstein Center                            |
| 13 novembre 2010   | Norfolk           | États-Unis  | Norfolk Scope Arena                        |
| 14 novembre 2010   | Philadelphie      | États-Unis  | Wells Fargo Center                         |
| 16 novembre 2010   | Boston            | États-Unis  | TD Garden                                  |
| 17 novembre 2010   | East Rutherford   | États-Unis  | Izod Center                                |
| 20 novembre 2010   | Atlantic City     | États-Unis  | Boardwalk Hall                             |
| 22 novembre 2010   | Montréal          | Canada      | Centre Bell                                |
| 23 novembre 2010   | Toronto           | Canada      | Air Canada Centre                          |
| 13 décembre 2010   | Pittsburgh        | États-Unis  | Consol Energy Center                       |
| 15 décembre 2010   | Greensboro        | États-Unis  | Greensboro Coliseum                        |
| 16 décembre 2010   | Greenville        | États-Unis  | BI-LO Center                               |
| 18 décembre 2010   | Miami             | États-Unis  | American Airlines Arena                    |
| 19 décembre 2010   | Tampa             | États-Unis  | St. Pete Times Forum                       |
| 21 décembre 2010   | Birmingham        | États-Unis  | BJCC Arena                                 |
| 23 décembre 2010   | Atlanta           | États-Unis  | Philips Arena                              |
| Europe             |                   |             |                                            |
| 4 mars 2011        | Birmingham        | Angleterre  | National Indoor Arena                      |
| 5 mars 2011        | Birmingham        | Angleterre  | National Indoor Arena                      |
| 8 mars 2011        | Dublin            | Irlande     | The O2 Arena                               |
| 9 mars 2011        | Dublin            | Irlande     | The O2 Arena                               |
| 11 mars 2011       | Liverpool         | Angleterre  | Echo Arena                                 |
| 12 mars 2011       | Newcastle         | Angleterre  | Metro Radio Arena                          |
| 14 mars 2011       | Londres           | Angleterre  | The O2 Arena                               |
| 16 mars 2011       | Londres           | Angleterre  | The O2 Arena                               |
| 17 mars 2011       | Londres           | Angleterre  | The O2 Arena                               |
| 20 mars 2011       | Manchester        | Angleterre  | Manchester Evening News Arena              |
| 21 mars 2011       | Manchester        | Angleterre  | Manchester Evening News Arena              |
| 23 mars 2011       | Sheffield         | Angleterre  | Motorpoint Arena                           |
| 24 mars 2011       | Nottingham        | Angleterre  | Trent FM Arena                             |
| 26 mars 2011       | Oberhausen        | Allemagne   | Konig Pilsener Arena                       |
| 27 mars 2011       | Trabzon           | Turquie     | Trabzon Avni Aker Stadyumu                 |
| 29 mars 2011       | Paris             | France      | Palais omnisports de Paris-Bercy           |
| 30 mars 2011       | Anvers            | Belgique    | Sportpaleis Antwerp                        |
| 1er avril 2011     | Herning           | Danemark    | Jyske Bank Boxen                           |
| 2 avril 2011       | Berlin            | Allemagne   | O2 World                                   |
| 5 avril 2011       | Madrid            | Espagne     | Palacio de Deportes                        |
| 6 avril 2011       | Barcelone         | Espagne     | Palau Sant Jordi                           |
| 8 avril 2011       | Zurich            | Suisse      | Hallenstadion                              |
| 9 avril 2011       | Milan             | Italie      | Mediolanum Forum                           |
| Asie               |                   |             |                                            |
| 14 avril 2011      | Tel Aviv          | Israël      | Hayarkon Park                              |
| 23 avril 2011      | Jakarta           | Indonésie   | Sentul International Convention Centre     |
| Australie          |                   |             |                                            |
| 26 avril 2011      | Brisbane          | Australie   | Brisbane Entertainment Centre              |
| 28 avril 2011      | Sydney            | Australie   | Acer Arena                                 |
| 29 avril 2011      | Sydney            | Australie   | Acer Arena                                 |
| 2 mai 2011         | Melbourne         | Australie   | Rod Laver Arena                            |
| 3 mai 2011         | Melbourne         | Australie   | Rod Laver Arena                            |
| 5 mai 2011         | Adélaïde          | Australie   | Adelaide Entertainment Centre              |
| 7 mai 2011         | Perth             | Australie   | Burswood Dome                              |
| Asie               |                   |             |                                            |
| 10 mai 2011        | Manille           | Philippines | Mall of Asia\|Mall Of Asia Concert Grounds |
| 13 mai 2011        | Hong Kong         | Hong Kong   | AsiaWorld-Expo                             |
| 17 mai 2011        | Osaka             | Japon       | Zepp                                       |
| 19 mai 2011        | Tokyo             | Japon       | Nippon Budokan                             |
| Amérique du Sud    |                   |             |                                            |
| 21 mai 2011        | Rio de Janeiro    | Brésil      | Apotheosis Square                          |